# Presidente Venceslau
Presidente Venceslau é um município brasileiro do estado de São Paulo. Pertence à Região Geográfica Imediata de Presidente Venceslau e à Região Geográfica Intermediária de Presidente Prudente, e está localizado a uma distância de 565 quilômetros de São Paulo, a capital estadual. Ocupa uma área de 755,010 km² e sua população total é de 35.201 habitantes, segundo o censo demográfico realizado pelo Instituto Brasileiro de Geografia e Estatística em 2022. O município de Presidente Venceslau foi emancipado de Presidente Prudente na década de 1920. Recebeu este nome em homenagem a Venceslau Brás, presidente do Brasil entre 1914 e 1918.

## Toponímia
Seu nome é uma referência ao ex-presidente brasileiro Venceslau Brás Pereira Gomes (São Caetano da Vargem Grande, 26 de fevereiro de 1868 — Itajubá, 15 de maio de 1966) foi um advogado e político brasileiro; presidente do Brasil entre 1914 e 1918, com um pequeno afastamento de um mês em 1917 por motivo de doença.

## História
Quando a Estrada de Ferro Sorocabana começou a estender seus trilhos na região em 1918, surgiram os primeiros desbravadores, entre estes, Paschoal Alexandre. Após a conclusão da ferrovia e designada a estação, esta recebeu o nome de Coroados, porém, em seguida, foi mudado para Perobal, mas, antes de receber a placa de denominação, foi alterado para Presidente Venceslau, em homenagem ao Presidente da República Dr. Wenceslau Braz, isto ocorreu em fins de 1921.
Crescendo o povoado, foi também crescendo a colonização, com o aumento do número de colônias estrangeiras. Em abril de 1923, chegaram os primeiros alemães, depois italianos e espanhóis. Chegou também o Segundo Regimento de Cavalaria da Força Pública.
No dia 12 de Dezembro de 1925, pela Lei 2085A, foi criado o Distrito de Paz de Presidente Venceslau. Em 2 de setembro de 1926, pela Lei 2133, passou a Município, instalado em 13 de maio de 1927.

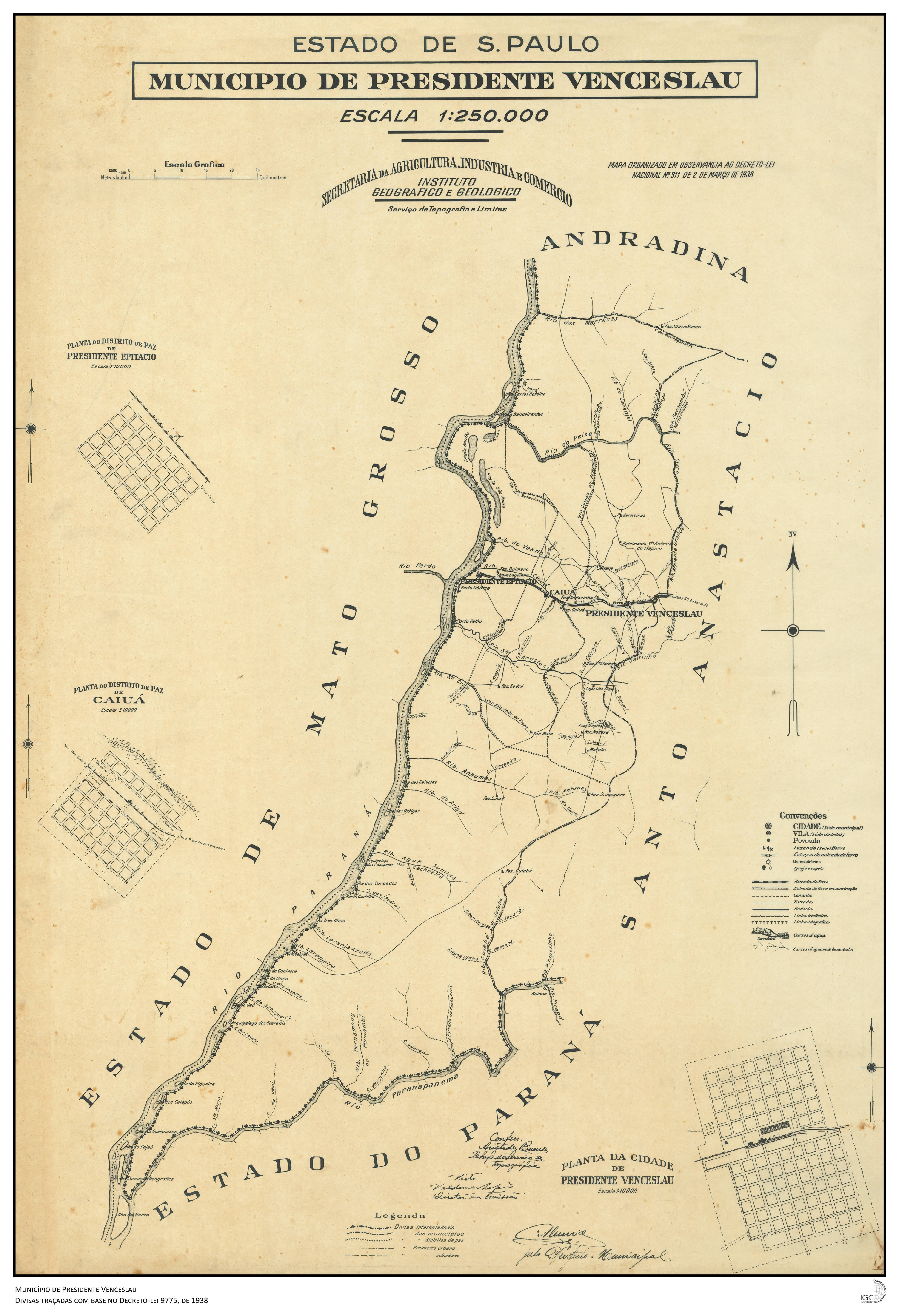
Mapa de Presidente Venceslau (1938).

No dia 28 de dezembro de 1928, foi inaugurada a Luz Elétrica por Gabriel Bombonato. Em 30 de novembro de 1938, pelo Decreto nº 9775, foi criada a Comarca de Presidente Venceslau, instalada em 23 de abril de 1939.
Chegaram também, mais tarde, imigrantes japoneses, que desenvolveram a lavoura no Município e formaram a colônia japonesa, e que muito contribuíram para o crescimento de Presidente Venceslau.

### Fatos históricos
- 8 de março de 1921: Fundação.
- 12 de outubro de 1922: Criação do Distrito Policial, sendo seu primeiro Delegado Francisco Fernandes.
- 12 de dezembro de 1925: Elevado a Distrito de Paz - nomeado escrivão o coronel Manuel Antônio Balmacedo Júnior
- 2 de setembro de 1926: Emancipação política - Presidente Venceslau é elevado a Município, pela Lei n. 2133, desmembrando-se de Presidente Prudente
- 13 de maio de 1927: Instalação do Município, sendo primeiro Prefeito o Dr. Álvaro Antunes Coelho e Presidente da Câmara Joaquim Gorgulho
- 30 de novembro de 1938: Elevação à Comarca (Decreto n.. 9775) - Interventoria do Dr. Adhemar Pereira de Barros. Foi o primeiro Juiz de Direito o Dr. Washington de Barros Monteiro e Plínio Cavalheiro, seu primeiro Promotor.

## Geografia
Possui uma área de 757,62 km². A sede tem uma temperatura média anual de 22,7 °C e na vegetação do município predomina uma formação arbórea esparsa.

### Hidrografia
- Rio Santo Anastácio
- Rio do Peixe
- Córrego do Veado

## Demografia

### População
| Crescimento populacional                             | Crescimento populacional | Crescimento populacional | Crescimento populacional |
| Ano                                                  | População Total          |                          | %±                       |
| ---------------------------------------------------- | ------------------------ | ------------------------ | ------------------------ |
| 1934                                                 | 15 712                   |                          | —                        |
| 1937                                                 | 16 798                   |                          | 6,9%                     |
| 1940                                                 | 23 168                   |                          | 37,9%                    |
| 1946                                                 | 38 507                   |                          | 66,2%                    |
| 1950                                                 | 30 506                   |                          | −20,8%                   |
| 1958                                                 | 22 805                   |                          | −25,2%                   |
| 1960                                                 | 21 551                   |                          | −5,5%                    |
| 1970                                                 | 25 976                   |                          | 20,5%                    |
| 1980                                                 | 30 160                   |                          | 16,1%                    |
| 1991                                                 | 36 120                   |                          | 19,8%                    |
| 2000                                                 | 37 347                   |                          | 3,4%                     |
| 2010                                                 | 37 910                   |                          | 1,5%                     |
| 2022                                                 | 35 201                   |                          | −7,1%                    |
| Est. 2024                                            | 35 902                   | [ 9 ]                    | 2,0%                     |
| Fontes: Censos Demográficos IBGE e Estimativas SEADE |                          |                          |                          |

### Dados demográficos

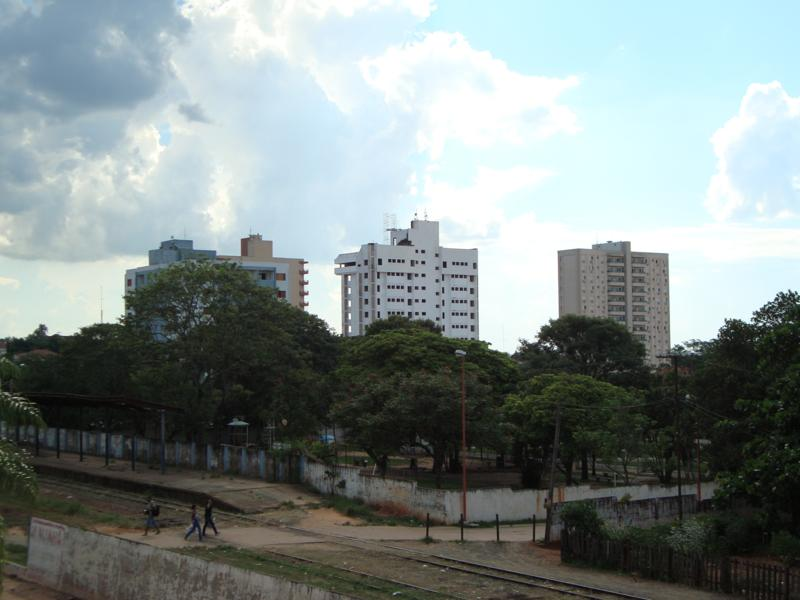
Vista da cidade.

Segundo o Instituto Brasileiro de Geografia e Estatística, a população total do município foi de 37 915 habitantes (2010), sendo o 162º mais populoso do estado, apresentando uma densidade populacional de 50,22 hab./km². Segundo o censo de 2010, 18 918 habitantes eram homens e 18 997 habitantes eram mulheres. Ainda segundo o mesmo censo, 36 275 habitantes viviam na zona urbana e 1 640 na zona rural.
O Índice de Desenvolvimento Humano do município é considerado elevado pelo Programa das Nações Unidas para o Desenvolvimento (PNUD). Em 2000, seu valor era de 0,818, sendo o 73° de todo o estado de São Paulo. Seu índice educação era de 0,893, o índice da longevidade é de 0,805 e o de renda é de 0,757. A renda per capita é de 23 618,26 reais.
O coeficiente de Gini, que mede a desigualdade social, é de 0,46, sendo que 1,00 é o pior número e 0,00 é o melhor. A incidência da pobreza, medida pelo IBGE, é de 20,59%, o limite inferior da incidência de pobreza é de 14,39%, o superior é 26,79% e a subjetiva é 16,29%.

## Infraestrutura

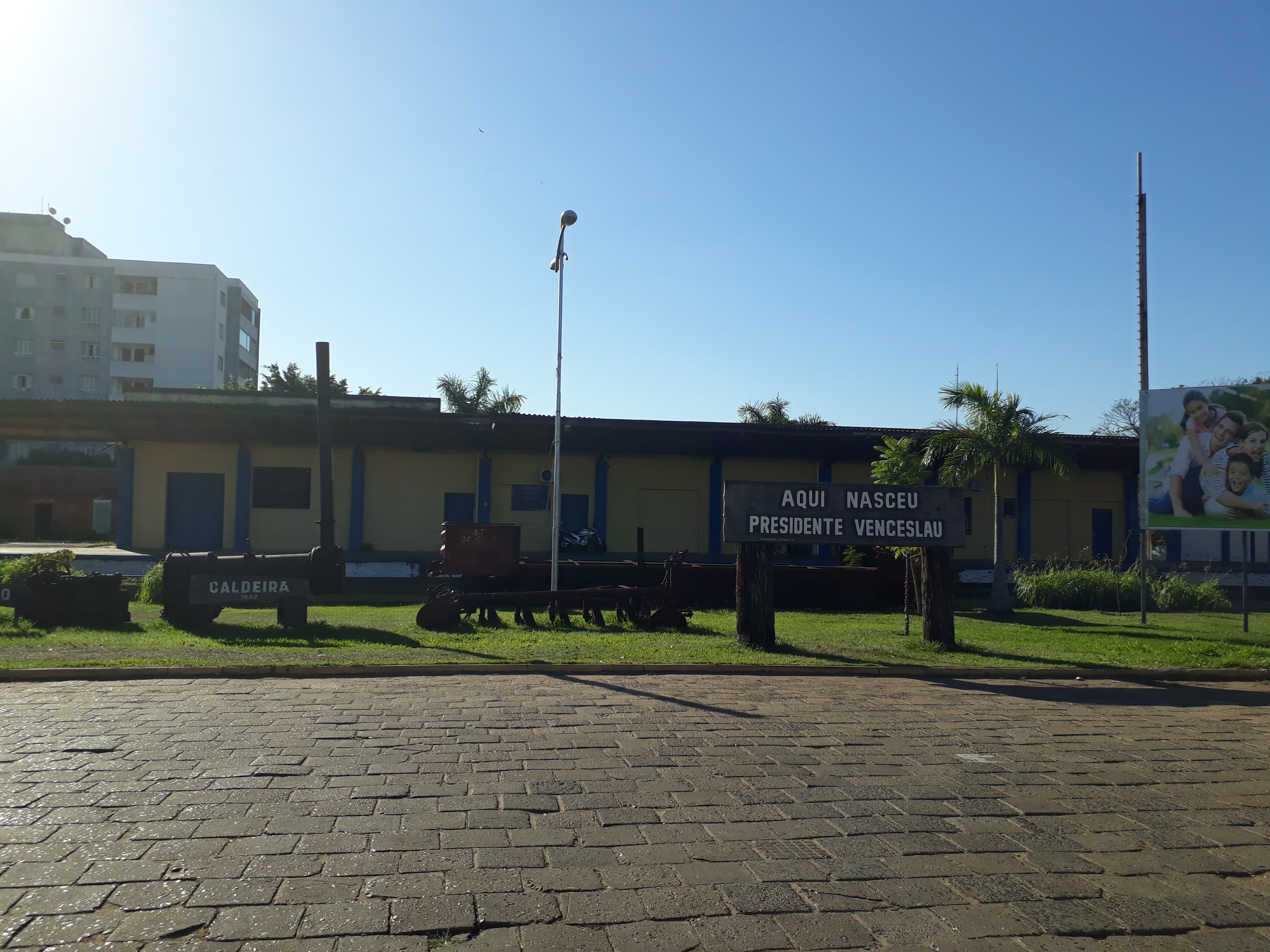
Estação ferroviária.

### Transportes
- Aeroporto de Presidente Venceslau

### Agências bancárias
- Banco do Brasil
- Banco Itaú
- Bradesco
- Caixa Econômica Federal
- Santander
- SICOOB Credivale/Crediaciprev
- Sicredi

### Comunicações

#### Telefonia
O sistema de telefones automáticos foi inaugurado na cidade em 1977 pela Telecomunicações de São Paulo (TELESP), que também implantou o sistema de discagem direta à distância (DDD) em 1977 com o código de área (0182). Anteriormente a cidade era atendida pela Empresa Telefônica Paulista.
Na década de 90 o código DDD da cidade foi alterado para (018), para padronização do sistema telefônico com a telefonia celular que estava sendo implantada em todo o estado.

#### Rádios
Presidente Venceslau possui uma emissora Web, Rádio Ativa e três emissoras de rádio:Jovem Som FM (95,1), Manacial FM (104,9) e Venceslau FM (100,5) .

#### Televisão
- 3 VHF / 43 UHF digital - RecordTV Rio Preto (RecordTV)
- 5 VHF - TV Bandeirantes SP Interior (Band)
- 8 VHF / 32 UHF digital - TV Fronteira (Globo)
- 14 UHF - RBI TV (TV Plenitude)
- 17 UHF / 16 UHF digital - Rede Vida
- 25 UHF / 34 UHF digital - TH+ SBT Interior (SBT)
- 27 UHF / 39 UHF digital - TV Cultura
- 47 UHF - RedeTV! São Paulo (RedeTV!)
- 59 UHF / 54 UHF digital - TV Canção Nova

#### Jornais impressos
- Tribuna Livre
- Integração

### Educação

#### Ensino Superior
- UNIESP Faculdade de Filosofia, Ciências e Letras de Presidente Venceslau - FAFIPREV

#### Ensino Profissional
- CEETEPS (Centro Estadual de Educação Técnologia Paula Souza) - Etec (Escola Técnica Estadual) | Etec Professor Milton Gazzetti

## Cultura e lazer
- Centro Cultural "Salvador Lopes"
- Biblioteca Municipal "Profª Maria José Ferreira"
- Anfiteatro Municipal "Nelson Reis Oberlander"
- Museu da História de Presidente Venceslau Juliano Monteiro de Almeida
- Parque de exposições Alfredo Ellis Neto
- Horto Florestal de Presidente Venceslau

O município conta com uma importante tradição cultural, que vai desde o seu artesanato até o teatro, a música e o esporte. O principal time da cidade é o Corinthians de Venceslau, sendo um time campeão do Campeonato Paulista Série B, atualmente, o time é amador.

## Filhos ilustres
- Paulistas de Presidente Venceslau
- Ivan Moré (Apresentador)
- Hellen Ganzarolli (Apresentadora SBT)
- Elaine Mickely (Atriz)
- Major Olimpio (Senador da República)
- Aracy da Top Therm (Apresentadora e Empresária)
- Paulo Martins (político)

## Religião

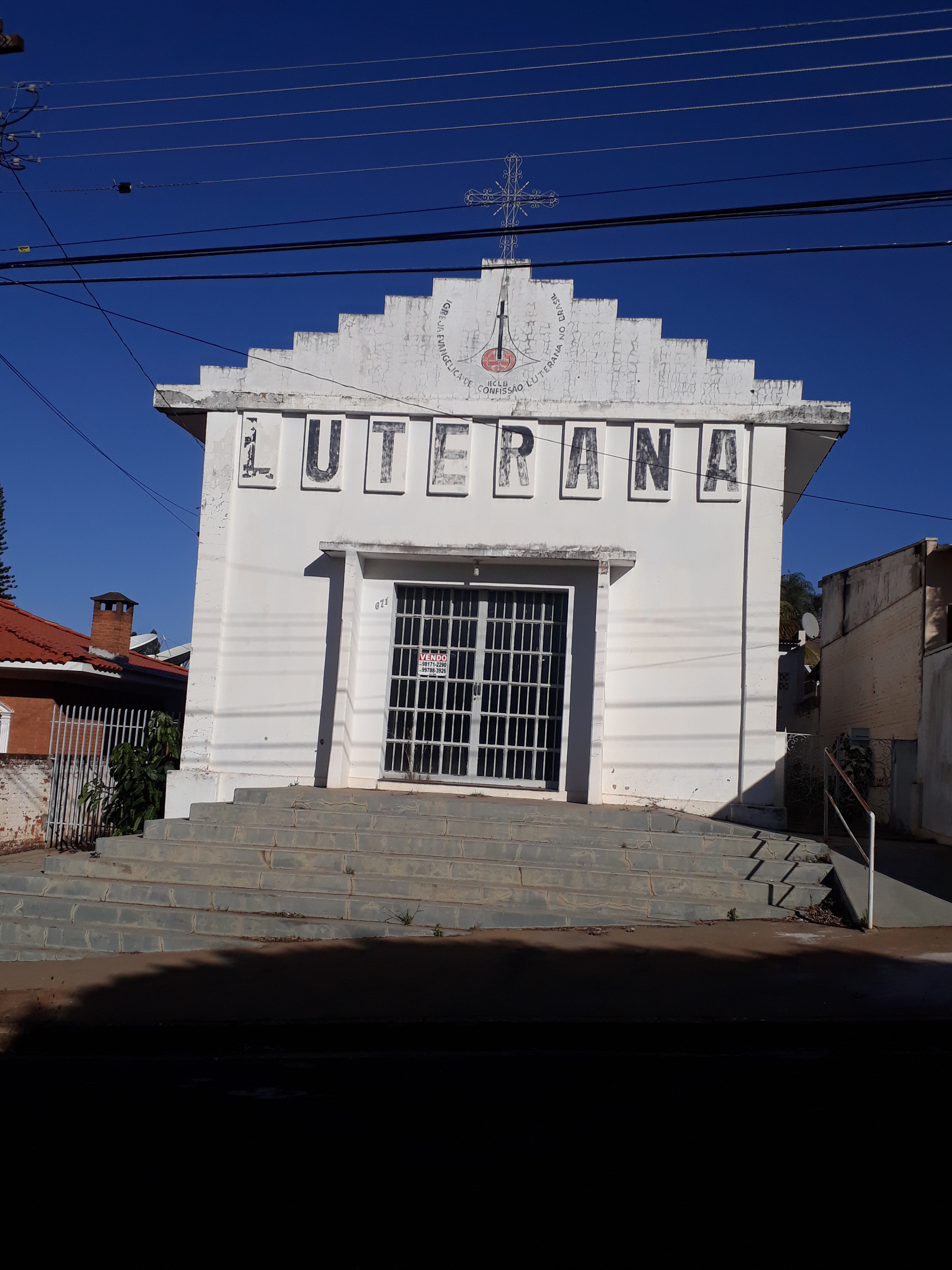
Igreja Luterana.

Tal como a variedade cultural em Presidente Venceslau, são diversas as manifestações religiosas presentes na cidade. Embora tenha se desenvolvido sobre uma matriz social eminentemente católica, é possível encontrar atualmente na cidade dezenas de denominações protestantes (Pentecostais e Neo-Pentecostais) diferentes. De acordo com dados do censo de 2000, realizado pelo Instituto Brasileiro de Geografia e Estatística, a população de Presidente Venceslau é composta por: Católicos (76,1%), evangélicos (15,39%), pessoas sem religião (4,31%), espíritas (1,3%) e os demais estão divididas entre outras religiões.
O Cristianismo se faz presente na cidade da seguinte forma:

### Igreja Católica
- A igreja faz parte da Diocese de Presidente Prudente.[22]

### Igrejas Evangélicas
- Assembleia de Deus Ministério do Belém.[23][24]
- Congregação Cristã no Brasil.[25]
- Igreja Batista
- Igreja Presbiteriana Independente do Brasil.[26]
- Igreja Evangélica de Confissão Luterana no Brasil.[27]